# Александар Лодигин
Александар Николајевич Логидин (рус. Александр Николаевич Лодыгин; Стењшино, 18. октобар 1847 — Њујорк, 16. март 1923) је био руски електротехничар и проналазач, један од конструктора угљене електричне сијалице (патент 1875), Лодигинова лампа. Предлагао је израду сијалица са нитима волфрама или осмијума. Бавио се пројектима и усавршавањима летелица.